# Vasco de Eça
Vasco de Eça foi um nobre e administrador colonial português.

## Biografia
D. Vasco de Eça era filho primogénito de D. João de Eça e de sua primeira mulher Maria de Melo.
Foi Comendador de São Salvador na Ordem de Cristo, Aposentador-Mor de D. Luís de Portugal, Duque de Beja, e Capitão de Cochim.
A 7 de Setembro de 1528, o Rei D. João III de Portugal escreveu a D. Vasco de Eça, agradecendo-lhe os bons serviços por ele prestados.
Casou com Guiomar da Silva, da qual teve dois filhos e uma filha: 
- D. Duarte de Eça (c. 1480 - 15??)
- D. João de Eça
- D. Maria de Eça